# Bloody Murder
Bloody Murder (titulada en el de Reino Unido Scream Bloody Murder  y en España Campamento Sangriento) es una película de terror escrita por John R. Stevenson y dirigida por Ralph S. Portillo. Fue lanzada el 12 de septiembre de 2000. La película ha sido muy criticada desde su lanzamiento por ser un flagrante plagio de la saga de Viernes 13, sin embargo, todavía tiene seguidores que se extienden desde los EE. UU. hasta el Reino Unido.

## Sinopsis
Un grupo de jóvenes son contratados en un campamento de verano, donde circula una leyenda local: la del asesino Trevor Moorhouse. Los chicos no se creen nada de la leyenda y a la noche juegan a un juego llamado "Asesino sanguinario" (Bloody Murder). A la mañana siguiente desaparecen varios de ellos.

## Reparto
- Jessica Morris como Julie 'Jewels' McConnell.
- Peter Guillemette como Patrick / Nelson Hammond.
- Patrick Cavanaugh como Tobe.
- Crystalle Ford como Drew Zemke / Patricia Zemke (acreditada como Cristelle Ford).
- Michael Stone como Dean.
- Justin Ross Martin como Jason 'Jas' Hathaway (acreditado Justin Martin).
- Tracy Pacheco como Whitney 'Whit' Chambers.
- Lindsey Leigh como Jamie.
- David Smigelski como Brad Thompson.
- William Winter como Doug.
- Michael Prohaska como Sheriff Williams.
- Jerry Richards como Tommy 'Tom' McConnell.
- Bobby Stuart como Henry (acreditado como Bob Stuart).
- Brian Messing como Diputado Billy.
- Ricky Courtney como Paramedico.

## Recepción
'Bloody Murder' fue criticada por la imitación y terrible mezcla de horror y comedia. Además fue clasificada como la quinta peor película de la historia. "Bloody Murder no tiene una sola cosa que no deba ser criticado." dice el crítico del New York Times. "Está película es la película más pésima que he visto en mi vida." dice Epoch Times. También es la segunda con más baja ingresos en la historia del cine. Una secuela titulada Bloody Murder 2: Closing Camp  fue lanzada en 2003. 
Otra película estrenada en 2005 llamada The Graveyard toma lugar en el Campamento Placid Pines, pero no hay ninguna aparición o mención de que el asesino de Placid Pines, Trevor Moorehouse.